# Тбилишки рејон
Тбилишки рејон (рус. Тбилисский район) административно-територијална је јединица другог нивоа и општински рејон смештен у централном и источном делу Краснодарске покрајине, односно на југозападу европског дела Руске Федерације.
Административни центар рејона је станица Тбилискаја.
Према подацима националне статистичке службе Русије за 2017. на територији рејона живело је 48.692 становника или у просеку око 48,5 ст/км². По броју становника налази се на 32. месту међу административним јединицама Покрајине. Површина рејона је 992 км².

## Географија
Тбилиски рејон се налази у централном делу Краснодарске покрајине, обухвата територију површине 992 км² и по том параметру налази се на 37. месту међу административним јединицама у Покрајини. Граничи се са Тихоречким рејоном на северу, на западу су Виселковски и Устлабински рејон, на југу је Кургањински, а на истоку Кавкаски и Гуљкевички рејон. 
Рејонска територија је доста издужена у смеру север-југ, а њеним рељефом доминирају ниске и доста једноличне степе Кубањско-приазовске низије. Централним делом рејона, у смеру запад-исток, протиче река Кубањ која рејонску територију практично полови на два дела. Јужним делом рејона протиче река Зеленчук два, лева притока Кубања, док северним делом протиче река Бејсуг. 
Више од 75% рејонске територије је култивисано и претоврено у обрадиве површине, док шума има углавном уз обе обале Кубања. 

## Историја
Тбилишки рејон је званично успостављен 31. децембра 1934. као једна од административних јединица тадашњег Азовско-црноморског краја, и првобитно је био подељен на 6 сеоских општина. Основан је под именом Тифлиски, а две године касније је преименован на садашњи назив. У границама Краснодарске покрајине је од 1937. године. 
Краткотрајно је био расформиран у периоду 1963−1966. године.

## Демографија и административна подела
Према подацима са пописа становништва из 2010. на територији рејона живело је укупно 48.536 становника, док је према процени из 2017. ту живело 48.692 становника, или у просеку око 48,5 ст/км². По броју становника Тбилишки рејон се налази на 32. месту у Покрајини. 
| 1959.  | 1970.  | 1979.  | 1989.  | 2002.  | 2010.  | 2017.   |
| ------ | ------ | ------ | ------ | ------ | ------ | ------- |
| 38.427 | 45.039 | 42.830 | 44.793 | 48.752 | 48.536 | 48.692* |

Напомена:* Према процени националне статистичке службе. 
На територији рејона налазе се укупно 42 насељена места административно подељена на 8 другостепених сеоских општина. Административни центар рејона и његово највеће насеље је станица Тбилискаја у којој живе две трећине од укупне рејонске популације. 